# Pouso na água

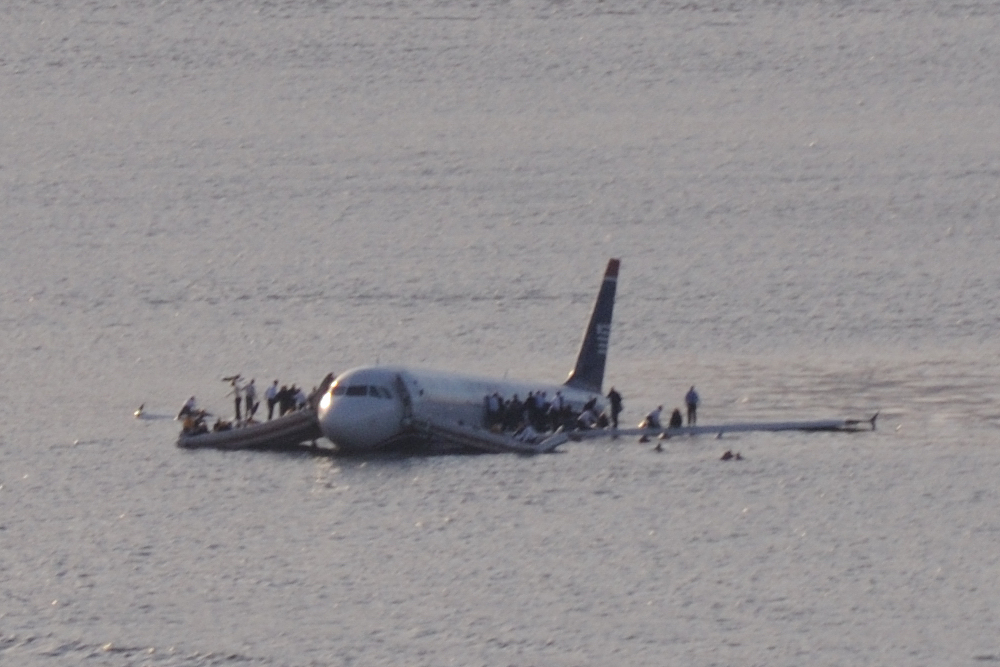
O Airbus A320 que operava o voo 1549 da US Airways boiando no Rio Hudson

Um pouso na água, é um termo genérico usado para qualquer tipo de pouso num corpo de água, podendo ser usado tanto para pousos de aves quanto por máquinas feitas pelo homem, como hidroaviões por exemplo.

## Utilização
O termo pouso na água é usado muitas vezes como um eufemismo para quedas de aeronaves na água, quando estas não foram projetadas para isso. Nesse contexto, o National Transportation Safety Board dos Estados Unidos, define o termo "ditching" no seu manual de códigos de acidentes, como: "um evento panejado no qual uma tripulação efetua conscientemente um pouso de emergência na água (excluindo hidroaviões pousando em áreas de pouso normais na água)". Esse tipo de "pouso" é extremamente raro em voos comerciais.

## Eventos de pouso na água
Um evento de amerissagem de aeronave de grande repercussão foi o voo 1549 da US Airways em 15 de janeiro de 2009, quando um Airbus A320 atingiu um bando de gansos-canadenses logo após a decolagem do Aeroporto LaGuardia, em Nova Iorque, causando falha total nos dois motores. O avião fez uma amaragem de emergência no Rio Hudson e todas as 155 pessoas à bordo sobreviveram.